# فریاد مورچه‌ها
فریاد مورچه‌ها فیلمی از محسن مخملباف است که در سال ۱۳۸۶ در هند ساخته شد.

## موضوع فیلم
داستان فیلم در مورد ازدواج دختری خداباور (با بازیِ لونا شاد)  با مردی خداناباور (با بازی محمود شکرالهی) است که تصمیم می‌گیرند برای ماه عسل به هند بروند.